# Mokhaengyongtan-dong
Mokhaengyongtan-dong (koreanska: 목행·용탄동) är en stadsdel i staden Chungju i provinsen Norra Chungcheong i den centrala delen av i Sydkorea, 110 km sydost om huvudstaden Seoul.